# 裸身似肩燈魚
裸身似肩燈魚，為管肩魚科的其中一種，為深海魚類，分布於中西太平洋哈馬黑拉海海域，深度1000-1400公尺，體長可達9.3公分，棲息在底中層水域，生活習性不明。